# Deagu de Sus
Deagu de Sus – wieś w Rumunii, w okręgu Ardżesz, w gminie Recea. W 2011 roku liczyła 504 mieszkańców.